# (6349) Acapulco
Pour les articles homonymes, voir Acapulco (homonymie).
(6349) Acapulco est un astéroïde de la ceinture principale.

## Description
(6349) Acapulco est un astéroïde de la ceinture principale. Il fut découvert le 8 février 1995 à Ayashi par Masahiro Koishikawa. Il présente une orbite caractérisée par un demi-grand axe de 2,67 UA, une excentricité de 0,14 et une inclinaison de 10,8° par rapport à l'écliptique.

## Compléments